# SAMPA
El Speech Assessment Methods Phonetic Alphabet o SAMPA es un alfabeto fonético legible por ordenador mediante caracteres ASCII de 7 bits. Está basado en el Alfabeto Fonético Internacional o IPA.
Fue desarrollado por ESPRIT information technology research and development program perteneciente a la que era Comunidad Económica Europea (actual Unión Europea) en los años ochenta. El propósito inicial era aplicarlo a seis idiomas europeos. Intentaron utilizar el mayor número posible de símbolos del IPA, pero cuando eso no era posible, emplearon símbolos alternativos. Por ejemplo, [@] para el sonido vocálico débil del inglés schwa, [2] para el sonido vocálico del francés deux y [9] para el sonido vocálico del francés neuf.
Hoy en día, SAMPA se ha desarrollado oficialmente para todos los sonidos de las lenguas que aparecen a continuación:
- Alemán
- Árabe
- Búlgaro
- Cantonés
- Checo
- Danés
- Eslovaco
- Escocés
- Español
- Estonio
- Neerlandés
- Inglés
- Francés
- Griego
- Hebreo
- Húngaro
- Italiano
- Noruego
- Polaco
- Portugués
- Rumano
- Ruso
- Serbio
- Sueco
- Tailandés
- Turco

Los caracteres ["s{mp@] representan la pronunciación del nombre de SAMPA en inglés. Al igual que el IPA, SAMPA suele cerrarse entre corchetes cuadrados, que no pertenecen al alfabeto propiamente dicho y tan sólo cumplen una función diferenciadora para indicar que son caracteres fonéticos y no texto de escritura regular.

## Problemas del SAMPA
Las tablas de SAMPA tan sólo son válidas en aquellas lenguas para las que están diseñadas. Las tablas de las distintas lenguas no son compatibles entre sí y eso crea conflictos entre las distintas lenguas. Como consecuencia, SAMPA no se puede utilizar como una representación alternativa en ASCII al alfabeto general de la IPA. X-SAMPA se creó para solucionar ese problema. Este otro código provee una sola tabla sin diferencias específicas entre lenguas.

Véase también:
- Una versión concisa de la representación en SAMPA para español.
- Kirshenbaum
- Unicode y HTML/Extensiones de IPA